# Tetraria robusta
Tetraria robusta är en halvgräsart som först beskrevs av Carl Sigismund Kunth, och fick sitt nu gällande namn av Charles Baron Clarke. Tetraria robusta ingår i släktet Tetraria och familjen halvgräs. Inga underarter finns listade i Catalogue of Life.